# دير الهيجة (الحديدة)
دير الهيجه هي إحدى قرى مديرية الزهرة، التابعة لمحافظة الحديدة اليمنية، بلغ تعداد سكانها 1232 نسمة حسب الإحصاء الذي أجري عام 2004.